# 杨省世
杨省世（1965年10月—），陕西户县人，中华人民共和国政治人物。在职研究生学历，博士学位，高级会计师。第十二届全国人民代表大会代表。

## 生平
1985年1月加入中国共产党，1987年7月参加工作。毕业于长安大学交通运输规划与管理专业，2009年3月，任交通运输部财务司司长。2011年1月，任中共连云港市委副书记、市长。2013年，被选为第十二届全国人大代表。2013年4月，任中共镇江市委书记。2014年1月，当选镇江市人大常委会主任。2014年9月，任中共連雲港市委書記。2015年1月，当选连云港市人大常委会主任。
2018年3月，调任江苏省财政厅厅长、党组书记，兼江苏省地方税务局党组书记。2018年7月，任中国长江三峡集团总会计师。2020年转任国铁集团总会计师、党组成员。